# 蒙莱特鲁瓦
蒙莱特鲁瓦（法語：Mont-l'Étroit，法語發音：[mɔ̃ letʁwa]）是法国默尔特-摩泽尔省的一个市镇，位于该省西南部，属于图勒区。

## 地理
蒙莱特鲁瓦（48°29'54"N, 5°47'5"E）面积6.42 平方千米，位于法国大東部大區默尔特-摩泽尔省，该省份为法国东北部内陆省份，是洛林的一部分，北邻比利时、卢森堡，北起顺时针与摩泽尔省、下莱茵省、孚日省和默兹省接壤。
与蒙莱特鲁瓦接壤的市镇（或旧市镇、城区）包括：索叙尔莱瓦讷、皮讷罗、吕普、索维尼、克莱雷拉科特。

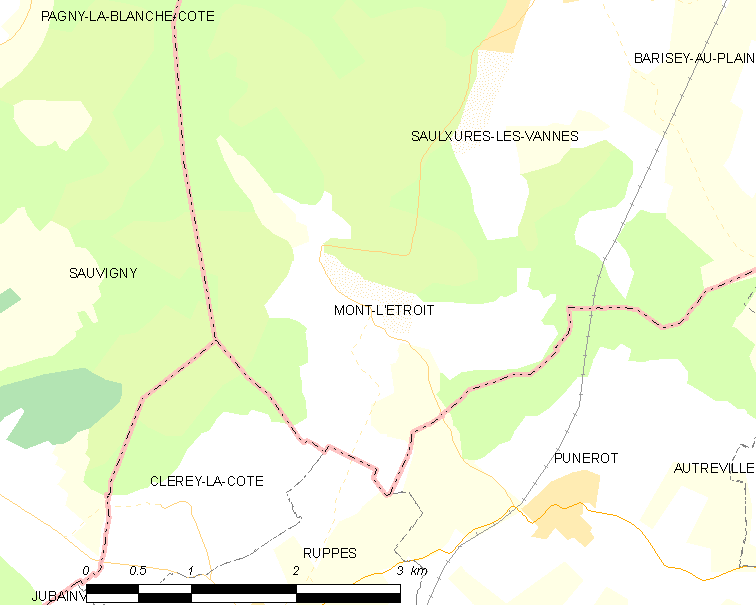
蒙莱特鲁瓦的OSM定位图

蒙莱特鲁瓦的时区为UTC+01:00、UTC+02:00（夏令时）。

## 行政
蒙莱特鲁瓦的邮政编码为54170，INSEE市镇编码为54379。

## 政治
蒙莱特鲁瓦所属的省级选区为梅讷欧桑图瓦县。

## 人口

1962-2008年间蒙莱特鲁瓦人口变化图示

蒙莱特鲁瓦于2022年1月1日时的人口数量为95人。